# Segera Retreat
Segera Retreat är en tidigare farm och numera bostad och turistanläggning i Laikipia i Kenya.
Segera ligger på Laikipiaplatån på det kenyanska höglandet. Egendomen, som är på 50 000 acres, köptes 2006 av Jochen Zeitz som privatbostad, och har senare byggts ut för att ta emot betalande gäster.
På Segera finns också en skulpturpark med verk av bland andra Strijdom van der Merwe.